# Comuna de Krajenka
Krajenka (polaco: Gmina Krajenka) é uma gminy (comuna) na Polónia, na voivodia de Grande Polónia e no condado de Złotowski. A sede do condado é a cidade de Krajenka.
De acordo com os censos de 2004, a comuna tem 7192 habitantes, com uma densidade 37,5 hab/km².

## Área
Estende-se por uma área de 191,79 km², incluindo:
- área agricola: 46%
- área florestal: 47%

## Demografia
Dados de 30 de Junho 2004:
|                      | Total   | Total | Mulheres | Mulheres | Homens  | Homens |
| -------------------- | ------- | ----- | -------- | -------- | ------- | ------ |
|                      | pessoas | %     | pessoas  | %        | pessoas | %      |
| População            | 7192    | 100   | 3631     | 50,5     | 3561    | 49,5   |
| Densidade (pop./km²) | 37,5    | 100   | 18,9     | 18,9     | 18,6    | 18,6   |

De acordo com dados de 2002, o rendimento médio per capita ascendia a 1320,36 zł.

## Subdivisões
- Augustowo, Barankowo, Czajcze-Leśnik, Dolnik, Głubczyn, Krajenka-Wybudowanie, Łońsko, Maryniec, Paruszka, Podróżna, Pogórze, Skórka, Śmiardowo Krajeńskie, Tarnówczyn, Wąsoszki, Żeleźnica.

## Comunas vizinhas
- Kaczory, Piła, Szydłowo, Tarnówka, Wysoka, Złotów